# 城南街道 (邵阳市)
城南街道，是中华人民共和国湖南省邵陽市大祥区下辖的一个乡镇级行政单位。

## 行政区划
城南街道下辖以下地区：
戴家社区、神滩社区、马蹄社区、白洲社区、桃花社区、梅子社区、桂花社区、湖口井村、紫霞村和茅坪村。